# 국제 아동 청소년 연극 협회
국제아동청소년연극협회(프랑스어: Association Internationale du Théâtre de l’Enfance et la Jeunesse, 영어: International Association of Theatre for Children and Young People)는 1965년 파리에서 창립되었으며, 전 세계 86개 회원국이 참여하는 비정부 국제기구이다.

## 국제아동청소년연극협회 세계대회[1]
- 제1회 - 프라하, 1966년
- 제2회 - 헤이그, 1968년
- 제3회 - 베네치아, 1970년
- 제4회 - 올버니, 1972년
- 제5회 - 동베를린, 1975년
- 제6회 - 마드리드, 1978년
- 제7회 - 리옹, 1981년
- 제8회 - 모스크바, 1984년
- 제9회 - 애들레이드, 1987년
- 제10회 - 스톡홀름, 1990년
- 제11회 - 하바나, 1993년
- 제12회 - 로스토프나도누, 1996년
- 제13회 - 트롬쇠, 1999년
- 제14회 - 서울특별시, 2002년
- 제15회 - 몬트리올, 2005년
- 제16회 - 애들레이드, 2008년
- 제17회 - 코펜하겐, 2011년 5월 20일-29일[2]

## 같이 보기
- 국제아동청소년연극협회 한국본부